# Entenschnabel (Nordsee)

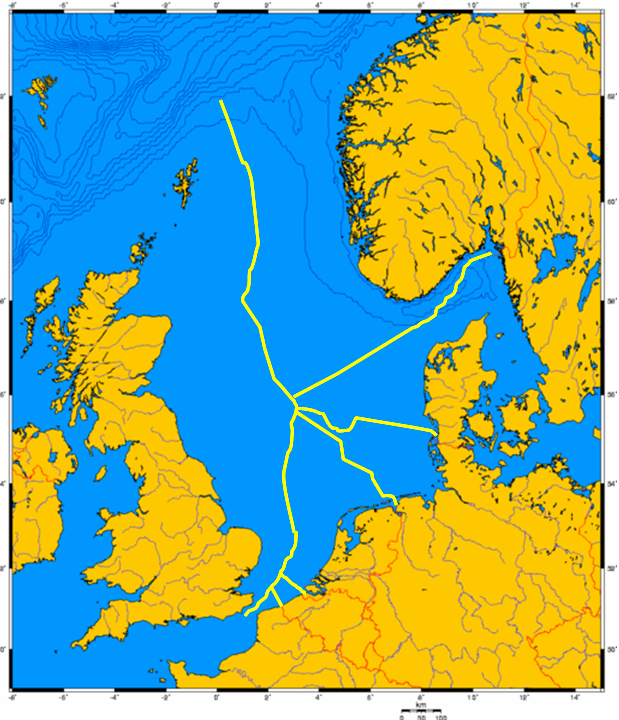
Wirtschaftszonen in der Nordsee, der Entenschnabel entspricht dem deutschen Anteil

Als Entenschnabel wird der von der deutschen Nordseeküste nach Nordwesten reichende Festlandsockelsektor bezeichnet, der den westlichen Teil der deutschen Ausschließlichen Wirtschaftszone ausmacht. Der Name wurde wegen der Ähnlichkeit mit dem Schnabel einer Stockente gewählt. Diese Bezeichnung wird gelegentlich auch von amtlichen Stellen verwendet, während Gesetze das Gebiet als deutsche ausschließliche Wirtschaftszone in der Nordsee bezeichnen.
Die Station ENTE3 (Entenschnabel Station 3) mit den Koordinaten 55,92° N, 3,35° O ist gleichzeitig der nördlichste und westlichste Punkt der deutschen ausschließlichen Wirtschaftszone.
Im nordwestlichen Teil umfasst der Entenschnabel einen Streifen der Doggerbank (mit dem gleichnamigen Naturschutzgebiet) und reicht darüber hinaus in die zentrale Nordsee.

## Grenzverlauf

Abgrenzung: Verhandlungsentwürfe

Die Festlegung des Entenschnabels erfolgte durch bilaterale Abkommen der Bundesrepublik mit dem Vereinigten Königreich, den Niederlanden und Dänemark auf der Grundlage des Urteils des Internationalen Gerichtshofes zum North Sea Continental Shelf Case (1969). Die Verträge hierzu wurden am 30. Oktober 1970 unterzeichnet und legten die Größe des „Entenschnabels“ mit rund 36.000 km² fest. Die Ausschließliche Wirtschaftszone, die außerhalb des Küstenmeers liegt, ist dagegen nur 28.600 km² groß.
Die Grenze zwischen deutschen, dänischen und britischen Gebieten am Festlandsockel wird durch folgende Koordinaten (Europäisches Datum 1950 / ED50) festgelegt, die durch Großkreisbögen verbunden werden:
| Deutschland / Dänemark     | Deutschland / Niederlande   | Deutschland / Vereinigtes Königreich |
| -------------------------- | --------------------------- | ------------------------------------ |
| 55° 10′ 3″ N, 7° 33′ 10″ O | 53° 45′ 3″ N, 6° 19′ 58″ O  | 55° 45′ 54″ N, 3° 22′ 13″ O          |
| 55° 30′ 40″ N, 5° 45′ 0″ O | 53° 48′ 53″ N, 6° 15′ 51″ O | 55° 50′ 6″ N, 3° 24′ 0″ O            |
| 55° 15′ 0″ N, 5° 24′ 12″ O | 53° 59′ 57″ N, 6° 6′ 28″ O  | 55° 55′ 9″ N, 3° 21′ 0″ O            |
| 55° 15′ 0″ N, 5° 9′ 0″ O   | 54° 11′ 12″ N, 6° 0′ 0″ O   |                                      |
| 55° 24′ 15″ N, 4° 45′ 0″ O | 54° 37′ 12″ N, 5° 0′ 0″ O   |                                      |
| 55° 46′ 22″ N, 4° 15′ 0″ O | 55° 0′ 0″ N, 5° 0′ 0″ O     |                                      |
| 55° 55′ 9″ N, 3° 21′ 0″ O  | 55° 20′ 0″ N, 4° 20′ 0″ O   |                                      |
|                            | 55° 45′ 54″ N, 3° 22′ 13″ O |                                      |

## Erdgasförderung
1974 wurde erstmals erfolgreich im Entenschnabel, etwa 300 km von der deutschen Nordseeküste entfernt, nach Erdgas gebohrt. Bis 1988 wurde durch drei weitere Bohrungen das Gasfeld A6/B4 genauer untersucht. Am 18. September 2000 begann eine Vorbereitungsphase von 18 Monaten, nach der der planmäßige Förderbetrieb aus drei abgeteuften Bohrungen aufgenommen wurde. Der Transport des Gases erfolgt durch eine Pipeline am Meeresgrund von der Förderstätte nach Den Helder in den Niederlanden. Das Projekt ist das erste Offshore-Projekt im Bereich des deutschen Festlandsockels der Nordsee, geplant und realisiert in enger Zusammenarbeit mit der Wintershall Noordzee B.V. in Den Haag.